# Britta Schinzel
Britta Schinzel (* 1943) ist eine Professorin der Mathematik und Informatik im Ruhestand.
Schinzel wurde für ihre  Arbeiten zu Geschlechterverhältnissen in der Informatik bekannt und prägte das Teilfach Informatik und Gesellschaft in Deutschland mit.

## Werdegang
Schinzel studierte Mathematik, Physik, Philosophie und Musik in Innsbruck und Wien. Nach ihrem Studium arbeitete sie in der Compilerentwicklung in der entstehenden IT-Industrie. 1979 wurde sie mit einer Arbeit aus der Theoretischen Informatik, Über die Kategorie der Programmbündel, an der damaligen Technischen Hochschule Darmstadt habilitiert. Aus den 1970er Jahren stammen weitere Arbeiten der theoretischen Informatik.
Von 1981 bis 1991 war Schinzel Professorin für theoretische Informatik an der RWTH Aachen und arbeitete dort zur Lerntheorie, zur Komplexitätstheorie und zur Künstlichen Intelligenz. Als Gastwissenschaftlerin am International Computer Science Institute (ICSI) 1991 in Berkeley, Kalifornien, begann ein interdisziplinärer Austausch mit der Soziologie, der Biologie, der Medizin und der Frauenforschung.
1991 wurde Schinzel auf die Professur für Informatik und Gesellschaft an der Albert-Ludwigs-Universität Freiburg berufen, die sie bis zum Eintritt in den Ruhestand 2008 innehatte. Mit der Professur war die Abteilung Modellbildung und Soziale Folgen des Instituts für Informatik und Gesellschaft der Universität Freiburg verknüpft, die mit Schinzels Ausscheiden aufgelöst wurde.
Diese Abteilung war eine der wenigen dezidiert sozialwissenschaftlich ausgerichteten Informatik-Einrichtungen an deutschen Universitäten. Unter anderem entstand dort das Kompetenzforum Genderforschung in Informatik und Naturwissenschaften [gin].
In Anerkennung ihrer Verdienste um die Genderforschung und die Auseinandersetzung mit gesellschaftlichen Folgen der Informatik wurde Schinzel 2009 zum Fellow der Gesellschaft für Informatik ernannt.
Von September 2014 bis März 2015 war sie außerdem Fellow der DFG-Kollegforschergruppe Medienkulturen der Computersimulation (MECS).
Schinzel ist Vorstandsmitglied des Forums InformatikerInnen für Frieden und gesellschaftliche Verantwortung (FIfF e.V.).

## Werke
- Über Hilbertfunktion und Syzygienketten des Grassmannschen Ideals. Dissertation. Universität Innsbruck, 1968.
- Über die Kategorie der Programmbündel. Habilitationsschrift. 1979, DNB 810703777.
- Hrsg. Schnittstellen. Zum Verhältnis von Informatik und Gesellschaft. Vieweg Verlag, Wiesbaden/Braunschweig 1996, ISBN 3-528-05537-5.
- Hrsg. mit Sigrid Schmitz: Grenzgänge: Genderforschung in Informatik und Naturwissenschaften. Ulrike Helmer Verlag, Königstein 2004, ISBN 3-89741-155-5.
- Hrsg. mit Peter Bittner u. a.: Gesellschaftliche Verantwortung in der digital vernetzten Welt, Kritische Informatik, Lit Verlag, 15. Dezember 2014, ISBN 3-64312-876-2.
- Hrsg. Rudolf Schönwald – Graphik erzählt, Mandelbaum Verlag, Wien/Berlin 2018, ISBN 978385476-580-6.